# Get Wild
Pour l’article homonyme, voir Get Wild (chanson de Nami Tamaki).
Singles de TM Network
Self Control
(1987) Kiss You
(1987)
Get Wild est une chanson du groupe japonais TM Network, qui donne son titre à plusieurs singles.

## Présentation
Le 10e single du groupe, Get Wild, sort le 8 avril 1987 au Japon sous le label Epic Sony Records, au format 45 tours ; il atteint la 9e place du classement des ventes de l'Oricon, et reste classé pendant 26 semaines.
La chanson-titre et "face B" Fighting est composée par le claviériste du groupe Tetsuya Komuro et écrite par le parolier Mitsuko Komuro. Elle sert de générique de fin à la série anime City Hunter, et figurera sur l'album Gift For Fanks qui sortira trois mois plus tard.
Le groupe la reprend en 1989 et la ressort en mini-single CD sous le titre Get Wild '89 (GET WILD '89), version qui figurera sur son album Dress. Elle sera par la suite plusieurs fois remixées, et ressort le 21 août 1999 en maxi-single CD contenant les deux versions d'origine et un autre titre du groupe.
Elle sera également reprise par d'autres artistes, dont Nami Tamaki sur son single homonyme de 2005. Elle est également reprise en 2008 par Globe, autre groupe de Komuro, pour sortir en single, mais la sortie est annulée à la suite de ses ennuis judiciaires, figurant finalement sur la compilation 15 Years -Best Hit Selection- de 2010.

## Liste des titres
Single de 1987
- Face A : Get Wild
- Face B : Fighting (君のファイティング?)

Single de 1989
1. GET WILD '89
2. FOOL ON THE PLANET (WHERE ARE YOU NOW)

Single de 1999
1. Get Wild
2. GET WILD '89
3. Be Together